# ミアとホワイトライオン 奇跡の1300日
『ミアとホワイトライオン　奇跡の1300日』（原題: Mia et le lion blanc） は、ジル・ド・メストレ監督がメガホンをとり、ダニア・デ・ヴィラーズ、メラニー・ロラン、ラングレー・カークウッドが出演した。この映画は、2018年12月26日にフランスで公開され  、2019年4月12日に米国で公開、日本では2021年2月26日に公開されることが決定した。
この映画は、監督の妻であるプルーン・デ・メストレが南アフリカのライオン飼育場を訪れた後に書いたオリジナルの物語に基づいている。脚本はプルーン・デ・メストレとウィリアム・デイヴィスが担当している。

## あらすじ
ライオンファーム経営のために家族と共にロンドンから南アフリカに移り住んだ家族11歳のミア・オーウェンは、心に病を抱える兄・ミックにかかりきりの母、ファームの経営に追われる多忙な父の間で、孤独を感じていた。南アフリカでの生活に馴染めない日々が続く中、クリスマスにホワイトライオンのチャーリーが誕生する。当初は心を閉ざしていたミアだったが、まとわり付いてくる小さなチャーリーの世話をし、共に成長していくうちに互いに特別な友情で結ばれていく―。3年の時が過ぎ、チャーリーの存在はファームにとっても観光客を呼べる重要な存在となっていた。そんなある日、ミアは父親の秘密を知ってしまう。

## キャスト
- ダニア・デ・ヴィラーズ ：ミア・オーウェン
- メラニー・ロラン：アリス・オーウェン
- ラングレー・カークウッド：ジョン・オーウェン
- ライアン・マック・レナン：ミック・オーウェン